# 馮永業
馮永業（英語：Wilson Fung Wing-yip，1963年8月23日—），前香港政府官員。其太太是西九文化區管理局行政總裁馮程淑儀，二人2000年結婚。

## 生平
馮永業是聖若瑟書院（中一時已參與校內籃球運動，1976年至1982年）和香港中文大學畢業生（1986年），就讀政治與行政系，曾經參加中大辯論隊。
馮永業於1985年畢業，同年加入香港政府，當香港公務員20年，期間任職政務主任，1987年參與香港主權移交中英談判工作，又曾擔任助理經濟司（1990年）、首席助理經濟司、香港駐華盛頓經濟貿易辦事處副處長、規劃地政局首席助理局長（1997年）和經濟發展及勞工局副秘書長（經濟發展）（2003年）等，2006年被調任至民政事務局協助時任常任秘書長林鄭月娥處理地區行政。同年離開政府，在2006年12月至2010年4月期間，任職香港生產力促進局行政總裁，由2010年4月起，轉職香港機場管理局企業發展執行總監至2018年。

## 爭議事件
馮永業與工聯會一個會員曾有一場涉嫌恐嚇的官司，任香港生產力促進局總裁的馮永業被控針對歧視職工會，馮否認，在2009年8月案件審結，法院最終判馮永業罪名不成立，馮永業無罪釋放。在官司期間，民間監察香港生產力促進局協會發言人蘇子冠去信局方理事會及主席，要求局方暫停馮永業的職務，理由是馮永業有可能因為刑事官司而影響其作為總裁的局方工作，但局方不僅未有對馮永業停職，還動用局方的公帑助其打官司，被質疑濫用公帑。
在2016年4月，馮永業承認與賭王何鴻燊三姨太的妹妹陳婉玉發展婚外情，並疑濫用職權幫助陳婉玉奪權上位。
2016年12月16日，馮永業就其妻馮程淑儀涉及換樓醜聞，到廉政公署總部協助調查，期間為躲避傳媒拍攝，表現得狼狽不堪。
2018年8月31日，廉政公署經過兩年多的調查和搜證，在獲得律政司的意見後，決定檢控時任香港機場管理局企業執行總監的馮永業，控罪指馮永業涉嫌身為公職人員行為不當、貪污受賄。另一被檢控人士為陳婉玉，涉案時任港聯直升機、港聯航空有限公司董事兼股東等職位，亦是「賭王」何鴻燊三太陳婉珍胞妺，被控公職人員提供利益罪。控罪指馮涉嫌在2004年9月28日收受陳51萬元款項，作為傾向於優待她或與她關連的公司的報酬。對於馮永業之妻馮程淑儀，廉署則因證據不足而未予以檢控。馮永業獲廉署接受保釋，定於9月4日於東區裁判法院提堂，以待轉交區域法院處理。同日，香港機場管理局即時暫停馮永業一切職務，以待董事局的進一步決定，而民間監察香港生產力促進局協會發言人蘇子冠亦於同日去信生產力局，質疑局方於2009年時未有就同樣捲入刑事官司案中的前局方總裁馮永業作出類似的停職決定，違反了企業管治原則。
2019年5月案件繼續於區域法院審理，馮永業出庭自辯時指與陳婉玉關係形同夫婦，對對方頗有好感，及後二人發展成情侶關係，陳亦形容馮是其「生命中的男人」，相戀長達13年，地下情至2016年被傳媒揭發才告終。控方舉證完畢後法庭裁定二人全部控罪表面證供成立。同年8月14日，法官游德康裁定馮永業一項公職人員行為失當罪成，而有關貪污的罪名不成立，法官認為純粹是情侶之間處理他們的個人物業投資事宜的說法，屬另一合理的推論。同年9月13日，馮永業因此案被判入獄9個月。

## 外部參考
1. 1 2  盧子健、何安達. . 天地圖書. 1994: 461.
2. ↑  馮永業 簡介[永久]
3. ↑  .   [2009-10-19]. （原始内容存档于2004-10-12）. （页面存档备份，存于）
4. 1 2  . 蘋果日報 (香港). 2018-09-01  [2018-09-27]. （原始内容存档于2018-09-28）. （页面存档备份，存于）
5. 1 2  . 蘋果日報 (香港). 2018-09-26  [2018-09-27]. （原始内容存档于2018-09-28）. （页面存档备份，存于）
6. ↑  . 太陽報 (香港). 2010-04-24  [2010-09-02]. （原始内容存档于2016-03-05）. （页面存档备份，存于）
7. ↑  馮永業否認生產力促進局針對工會 （页面存档备份，存于） 商業電台
8. ↑  . 太陽報. 2009-08-19  [2018-10-29]. （原始内容存档于2009-10-22）. （页面存档备份，存于）
9. ↑  《賭王甥踢爆 馮永業做官時幫陳婉玉出頭 （页面存档备份，存于）》（蘋果日報即時新聞，2016年4月12日）
10. ↑  .   [2016-12-17]. （原始内容存档于2016-12-21）. （页面存档备份，存于）
11. ↑  . 香港01. 2019-08-14 （中文（繁體））.
12. ↑  . 香港01. 2019-05-27 （中文（繁體））.
13. ↑  . on.cc東網. 2019-05-27  [2019-10-08]. （原始内容存档于2019-10-08） （中文（繁體））. （页面存档备份，存于）
14. ↑  . 明報. 2019-08-14  [2019-08-14]. （原始内容存档于2019-09-14） （中文（繁體））. （页面存档备份，存于）
15. ↑  . 明報. 2019-08-14. （原始内容存档于2019-09-13） （中文（繁體））. （页面存档备份，存于）
16. ↑  . AM730. 2019-09-12. （原始内容存档于2021-06-22） （中文（繁體））. （页面存档备份，存于）

| 法定組織職務    | 法定組織職務                                       | 法定組織職務      |
| --------------- | -------------------------------------------------- | ----------------- |
| 前任者： 楊國強 | 香港生產力促進局總裁 2006年12月27日－2010年4月23日 | 繼任者： 麥鄧碧儀 |